# Liste aktiver Brauereien in den Niederlanden
In den Niederlanden gibt es mehr als 650 aktive Brauereien und Bierfirmen (Stand Juni 2021).
Im Fachverband Nederlandse Brouwers sind 14 große Brauereien vereint, die zusammen etwa 95 % der gesamten Bierproduktion in den Niederlanden ausmachen. 150 kleinere Brauereien sind in CRAFT vereint, einem 2016 als Klein Brouwerij Collectief gegründeten Verband.

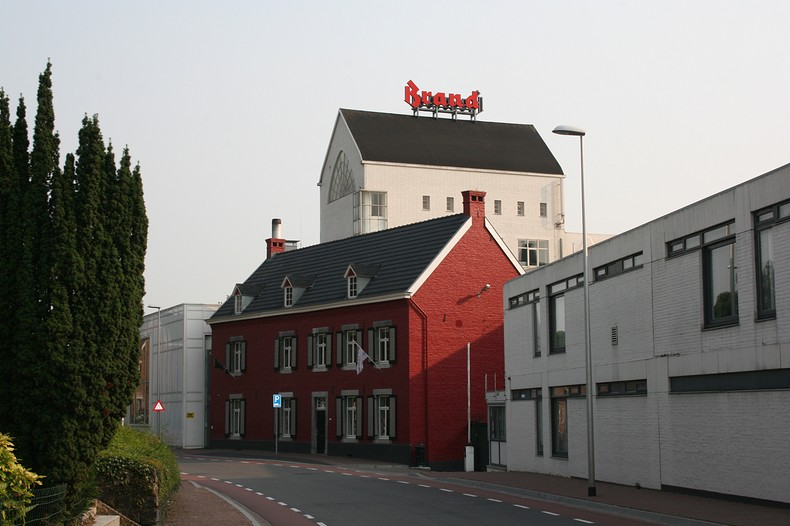
Budelse Brouwerij

## 1–9
- Brouwerij De 3 Horne – Kaatsheuvel
- Brouwerij De 7 Deugden – Amsterdam

## A
- Het Achterom – Apeldoorn
- Alfa Brouwerij – Schinnen
- Amelander Bierbrouwerij – Ameland

## B
- Brouwerij De Beyerd – Breda
- Bierfabriek – Amsterdam
- Bierbrouwerij De Boei – Texel
- Brouwerij Bourgogne Kruis – Oosterhout
- Brand Bierbrouwerij – Wijlre
- Brouwerij Breugem – Zaandam
- Budelse Brouwerij BV – Budel

## D
- Brouwerij Dampegheest – Limmen
- Dommelsch Brauerei – Dommelen (zu Anheuser-Busch InBev)
- Brouwerij Duvel Moortgat Nederland

## E
- Brouwerij Egmond – Egmond-Binnen
- Brouwerij Emelisse – Goes

## F
- Brouwerij De Fontein – Stein
- De Friese Bierbrouwerij – Bolsward

## G
- Gooische Bierbrouwerij – Hilversum
- Grolsch – Enschede
- Gulpener Bierbrouwerij – Gulpen

## H
- Heineken – Zoeterwoude/’s-Hertogenbosch
  - Siehe auch: Liste der Brauereien von Heineken#Niederlande
- Stadsbrouwerij De Hemel – Nijmegen
- Hertog Jan Brouwerij – Arcen (zu Anheuser-Busch InBev)
- Brouwerij Heusden – Heusden
- Brouwerij Heyloo – Heiloo
- Bierbrouwerij Hoeksche Waard – Oud-Beijerland
- Brouwerij Hommeles – Houten
- Brouwerij Huttenkloas – Hengelo

## I
- Brouwerij 't IJ – Amsterdam

## J
- Brouwerij Jopen – Haarlem

## K
- Bierbrouwerij De Keyzer – Maastricht
- Brouwerij de Kievit – Zundert
- Brouwerij 't Koelschip – Almere
- Stadsbrouwerij van Kollenburg – ’s-Hertogenbosch
- Koningshoeven – Berkel-Enschot
- Kompaan Dutch Craft Beer Company

## L
- Brouwerij De Leckere – Utrecht
- Brouwerij De Leeuw – Valkenburg aan de Geul
- Lindeboom Bierbrouwerij – Neer

## M
- Brouwerij Maximus – Utrecht
- Brouwerij De Molen – Bodegraven
- Brouwerij Mommeriete – Gramsbergen
- Mongozo – Venray
- Muifelbrouwerij – Oss

## N
- Brouwerij Noordt

## O
- Brouwerij Oersoep – Nijmegen
- Bierbrouwerij Oijen – Oijen (NB)

## P
- Brouwerij De Prael – Amsterdam

## S
- Brouwerij De Schans – Uithoorn
- SpierBier Brouwerij – Mijdrecht
- Stanislaus Brewskovitch – Enschede
- SNAB – Purmerend
- Swinkels Family Brewers – Lieshout

## T
- Texelse Bierbrouwerij – Oudeschild
- Tommie Sjef Wild Ales – Den Helder
- Brouwerij Troost – Amsterdam
- Twentse Bierbrouwerij – Hengelo
- Two Chefs Brewing

## U
- Brouwerij Uiltje – Haarlem

## V
- Brouwerij VandeStreek bier